# Francis Dunnery
Francis Dunnery, född 25 december 1962 i Egremont, Cumbria, är en brittisk gitarrist/sångare/låtskrivare och var tidigare frontman i It Bites. Född 1962 i Egremont, Cumbria, England. Driver skivbolaget Aquarian Nation och ger på detta ut egen och andras musik. Turnerar sedan 2006 utifrån konceptet "House Concerts" där han uppträder hemma hos sina "fans" i deras vardagsrum.

## Diskografi
- Welcome to the Wild Country 1991
- Fearless 1994
- Tall Blonde Helicopter 1995
- One Night In Sauchiehall Street 1995
- Man 2001
- Hometown 2001
- The Gulley Flats Boys 2005
- There's a Whole New World Out There 2009
- Made in Space 2011
- Frankenstein Monster 2013